# Takuma Hidaka
Takuma Hidaka (født 8. april 1983) er en japansk tidligere professionel fodboldspiller.
Han har spillet for flere forskellige klubber i sin karriere, herunder Sagan Tosu, Consadole Sapporo og Kataller Toyama.